# 1461
Năm 1461 là một năm trong lịch Julius.